# 奥平真治
奥平 真治（おくひら しんじ、1936年10月5日 - 2023年7月10日）は、日本中央競馬会（JRA）に所属した調教師である。所属場は東京競馬場、次いで美浦トレーニングセンター。中央競馬史上初の牝馬三冠馬・メジロラモーヌなどを管理し、GI級競走で通算6勝を挙げた。1990年度JRA賞最多賞金獲得調教師。青森県上北郡七戸町出身。戸籍上の表記は「眞治」。

## 経歴
1936年、二本柳省三厩舎所属の騎手・奥平作太郎の次男として生まれる。1942年に作太郎が東京競馬場で厩舎を開業し、東京都府中市に移住。しかし太平洋戦争の激化により間もなく競馬は休止となり、一家で青森県七戸町の盛田牧場へ疎開、リンゴ栽培で生計を立てた。終戦後、1946年の競馬再開に伴って作太郎は東京へ戻ったが、以後も真治は七戸で生活を続けた。真治は騎手に憧れていたが、小学6年の時に骨膜炎を患い断念、三本木高校に進学した。
1954年、生活苦のため高校を中退し17歳で作太郎の厩舎に入門し、調教助手となる。1962年には中島啓之が騎手見習として入門し、以後真治と中島は7歳の年齢差がありながらも親友となった。
1969年に作太郎が死去。稲葉幸夫厩舎に移籍し、1年半の研修の後に調教師免許を取得。1971年より作太郎の使用厩舎を引き継ぐ形で厩舎を開業した。これに際して中島も所属騎手として厩舎に入った。
初年度から11勝を挙げると、2年目にはラファールで安田記念を制して重賞初勝利を挙げる。翌1973年末には管理馬ストロングエイトが中島騎乗で有馬記念を制し、開業3年目で八大競走初優勝を果たした。これは中島にとっても初めての八大競走優勝であった。
中島が同郷（出身地ではなく出生地の方の故郷）の有力馬主・藤田正明の支援を受けていた関係から、1970年代後半からは「トウショウ」を冠名とする藤田所有馬を数々預託され、トウショウゴッド、エイティトウショウ、トウショウペガサスといった馬で次々と重賞に勝利。1985年に中島が肝臓癌で急死して以降も関係は続いた。また、その死去と前後してメジロ牧場とも強い関係を築き、同場から任された最初の管理馬・メジロラモーヌが牝馬三冠を達成。1989年には年間35勝を挙げ、勝利度数で関東1位を記録。翌1990年はGI競走の勝利こそ無かったが、メジロライアン、メジロモントレーらの活躍で当年の最多獲得賞金調教師となった。1991年にはメジロライアンが宝塚記念、レオダーバンが菊花賞を制覇している。1990年代半ば以降は重賞に勝利する管理馬が減っていったが、勝利数では安定して年間20勝前後を保った。
2007年2月28日付で定年により調教師を引退。25日に中山競馬場で引退式が行われた。当日は騎手代表として甥の横山典弘がメジロ牧場の勝負服を身に着け、花束を手渡した。調教師時代は「典（横山典弘）でダービーを勝つのが夢」と語っていたが、横山騎乗では1990年のメジロライアンでの2着、横山以外でも1988年メジロアルダン、1991年レオダーバン（いずれも岡部幸雄騎乗）での2着が最高と、ダービー制覇には僅かに及ばなかった。
引退後の同年8月5日、函館競馬場で行われたメジロライアンのお披露目イベントに出席していた。
2023年7月10日、死去。86歳没。

## 通算成績
| 通算成績 | 1着 | 2着 | 3着 | 4着以下 | 出走回数 | 勝率 | 連対率 |
| -------- | --- | --- | --- | ------- | -------- | ---- | ------ |
| 平地     | 779 | 817 | 833 | 6,394   | 8,823    | .088 | .181   |
| 障害     | 37  | 22  | 35  | 203     | 297      | .125 | .199   |
| 計       | 816 | 839 | 868 | 6,597   | 9,120    | .089 | .181   |

※上記のほか地方競馬で通算305戦32勝。
- 初出走：1971年3月6日 2回中京6日目第3競走 ハイランドオール（6着）
- 初勝利：1971年4月25日 3回中山2日目第1競走 ドンライト

### おもな管理馬
※括弧内は当該馬の勝利重賞競走、太字はGI級競走（安田記念除く）。
- ラファール（1972年安田記念 1973年京王杯オータムハンデキャップ）
- ストロングエイト（1973年有馬記念など重賞3勝）
- ライバフット（1976年京王杯オータムハンデキャップ）
- カールスバット（1978年京王杯オータムハンデキャップ）
- ダンケンジ（1979年日経賞）
- トウショウゴッド（1980年弥生賞 1982年ダービー卿チャレンジトロフィー 1983年目黒記念・春）
- エイティトウショウ（1981年ラジオたんぱ賞 1982年金杯・東、中山記念 1983年中山記念 ）
- トウショウペガサス（1984年ダービー卿チャレンジトロフィー 1985年中山記念）
- トウショウサミット（1985年NHK杯）
- メジロラモーヌ（1986年桜花賞、優駿牝馬、エリザベス女王杯など重賞5勝）
- チェスナットバレー（1986年日経賞）
- クールハート（1986年新潟3歳ステークス 1987年関屋記念）
- トウショウマリオ（1987年京成杯 1989年東京新聞杯）
- メジロフルマー（1988年目黒記念、日経賞）
- メジロアルダン（1989年高松宮杯）
- メジロモントレー（1989年クイーンステークス 1990年金杯・東、アルゼンチン共和国杯 1991年アメリカジョッキークラブカップ）
- メジロライアン（1991年宝塚記念など重賞4勝）
- レオダーバン（1991年菊花賞）
- マザートウショウ（1992年函館3歳ステークス、テレビ東京賞3歳牝馬ステークス 1993年クイーンカップ）
- マリーゴッド（1993年函館3歳ステークス）
- クラウンシチー（1996年京王杯オータムハンデキャップ）
- ケイワンバイキング（1998年函館スプリントステークス 1999年ダービー卿チャレンジトロフィー）

## おもな厩舎所属者
※太字は門下生。括弧内は厩舎所属期間と所属中の職分。
- 中島啓之（1971年-1985年 騎手）
- 柏崎正次（1979年-1991年 騎手）
- 萱野浩二（1986年-1997年 調教助手）
- 横山賀一（1992年-2001年 騎手）
- 田村真来（1996年-2001年 騎手）
- 奥平雅士（1997年-2004年 調教助手）
- 宮崎利男（厩務員。退職後にミッドウェイファームを設立[3]）